# Transcendentie (religie)

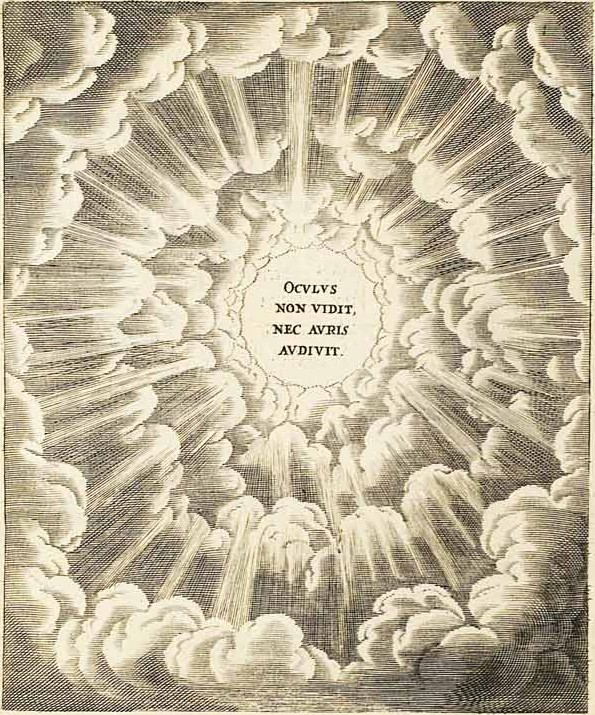
"Wat geen oog gezien, noch oor gehoord heeft" (Oculus non vidit, nec auris audivit)

Transcendentie is de overstijging van de schepping. In eerste instantie is dit een eigenschap van God of goden en is dan tegengesteld aan immanentie, waarbij God onlosmakelijk aan de schepping is verbonden. Daarnaast is transcendentie het op mystieke wijze ondervinden van het bovennatuurlijke, waarbij mensen ervaringen hebben die hen boven de gewone werkelijkheid uit zouden tillen.

## Eigenschap van God
Transcendentie van God of goden als onderscheiding van de schepping is terug te vinden in onder andere in het theïsme en het polytheïsme. Immanentie is juist onderdeel van stromingen van het hindoeïsme, bij de stoïcijnen en bij Spinoza - dan wordt vaak gesproken van pantheïsme.

### Christelijk geloof
In het christelijk geloof is er sprake van zowel immanente als transcendente eigenschappen van God. Zijn eeuwigheid en alomtegenwoordigheid betekent dat er nooit een tijd of plaats geweest is of zal zijn, waar hij niet was, is of zal zijn. Wanneer gezegd wordt dat Hij het is die Zijn schepping onderhoudt, betekent dit dat de schepping zonder Hem niet kan bestaan. God heeft dus immanente eigenschappen.
God is echter ook transcendent. Hij maakt geen deel uit van de schepping. Zijn heerlijkheid (Hebreeuws: kabood; Grieks: doxa; Latijn: gloria) gaat ver boven de schepping uit. Griekse filosofen als Plato en Aristoteles beschreven de Allerhoogste als de volkomen andere. Plato beschreef God als transcendent; ver boven alles uitgaande. Aristoteles schreef dat alles in beweging is; dus moet er uiteindelijk een Beweger zijn die zelf niet bewogen wordt. Deze Onbewogen Beweger is zodoende immanent.
Via Philo en de kerkvaders kwamen deze Godsbeelden en de ingebouwde spanning daartussen in de christelijke theologie terecht. Plotinus beschouwde God als volstrekt onkenbaar; Thomas van Aquino daarentegen meende dat met het verstand veel over God geweten kan worden.
Een tegengesteld begrip dat ook het woord transcendentie aanvult, is condescendentie: neerbuigen. Daarmee wordt bedoeld dat de volkomen andere, hoogverheven God, zich naar de mensen toe boog en zich aan hen openbaarde. Theologen die God met name uit zijn condescendentie beschrijven zijn Augustinus, Maarten Luther en Karl Barth.

## Transcendente spirituele ervaringen
Spiritualiteit is te definiëren als verbondenheid met de essentie van het leven. Naast zinervaring en verbondenheid met de medemens en de natuur, wordt door sommige mensen ook een mystieke verbondenheid ervaren die overstijgt, transcendent is. Uit een onderzoek bij kankerpatiënten werd dit het minste gemeld en hield het minst verband met distress, daarvoor waren de andere aspecten van de spirituele ervaring belangrijker.

### Transcendente meditatie
De meditatietechniek transcendente meditatie is te leren. Transcendente meditatie is ontwikkeld door Maharishi Mahesh Yogi, die van 1990 tot zijn overlijden in 2008 zijn residentie in het Limburgse Vlodrop had, waar de beweging haar hoofdkantoor heeft.

### Neurowetenschappen en transcendente ervaringen
Met MRI-onderzoek kan men onderzoeken welke hersengedeelten actief zijn tijdens meditatie. Het ligt voor de hand dat tijdens gewaarwordingen van eenheid met het universum, de gedeelten die zich bezighouden met de plaats van het lichaam in de ruimte actief zijn, bij tongentaal de controle over de spraak wordt verminderd en tijdens extase het emotie-centrum, het limbische systeem actief is.